# Cosmosoma metallescens
Cosmosoma metallescens là một loài bướm đêm thuộc phân họ Arctiinae, họ Erebidae.